# Clubiona complicata
Clubiona complicata là một loài nhện trong họ Clubionidae.
Loài này thuộc chi Clubiona. Clubiona complicata được Richard C. Banks miêu tả năm 1898.